# Мала Вия
Мала Вия́ (рос. Малая Выя) — селище у складі Нижньотуринського міського округу Свердловської області.
Населення — 3 особи (2010, 0 у 2002).